# I Liceum Ogólnokształcące im. Mikołaja Kopernika w Toruniu
I Liceum Ogólnokształcące im. Mikołaja Kopernika w Toruniu – liceum, będące spadkobiercą tradycji Gimnazjum Akademickiego, protestanckiej szkoły półwyższej założonej w Toruniu w 1568 roku.
Od 1855 roku szkoła mieści się w budynku przy ul. Zaułek Prosowy. Od 1926 roku nosi imię Mikołaja Kopernika. W 2018 roku szkoła świętowała 450-lecie istnienia.